# Giacomo Lanfredini
Pour les articles homonymes, voir Lanfredini.
Giacomo Lanfredini (né le 26 octobre 1670 ou le 26 octobre 1680 à Florence et mort le 16 mai 1741 à Rome) est un cardinal italien du XVIIIe siècle.

## Biographie
Giacomo Lanfredini est né à Florence le 26 octobre 1680 (ou 26 octobre 1670) a étudié le droit à Pise, puis a pratiqué le droit à Rome. exerce diverses fonctions au sein de la curie romaine, notamment comme secrétaire de la Congrégation du Concile. Le pape Clément XII le crée cardinal lors du consistoire du 24 mars 1734. Il est élu évêque d'Osimo et Cingoli la même année. Lanfredini participe au conclave de 1740 lors duquel Benoît XIV est élu. Il est mort à Rome le 16 mai 1741.

### Sources
- Fiche du cardinal sur le site fiu.edu